# Nerzöl

Allgemeine chemische Struktur von Ölen wie Nerzöl. Darin sind R^{1}, R^{2} und R^{3} Alkylreste oder Alkenylreste mit einer meist ungeraden Anzahl von Kohlenstoffatomen. Nerzöl ist wie andere natürliche Öle ein Gemisch von Triestern des Glycerins.

Nerzöl (auch: Minkoil oder Mustela-Öl) ist ein Tierfett aus dem Unterhautfettgewebe von Nerzen und Mardern. Es wird von den Fellen entfernt, die für die Pelzverarbeitung bestimmt sind. Da die Tiere vor allem in Käfighaltung gehalten werden und durch die mangelnde Bewegung verfetten, ist der Einsatz in der Öffentlichkeit umstritten.
Nerzöl wird als Zusatzstoff für Kosmetikprodukte und in der Lederpflege verwendet. Der hohe Anteil (17–20 %) an Palmitoleinsäure in den Triglyceriden sorgt u. a. für eine hohe Oxidationsstabilität. Das dunkelgelbe rohe Fett wird gebleicht und desodoriert; nachher ist es hellgelb. Es besteht aus einer Mischung von natürlichen Glyceriden, also aus Glycerin-Estern von Fettsäuren mit 14 bis 20 Kohlenstoffatomen. Die meisten dieser Verbindungen sind Triglyceride. Weitere Glyceride sind Derivate  folgender Fettsäuren:
- 16 % Palmitinsäure
- ca. 40 % Ölsäure
- 18 % Linolsäure
- ca. 4 % Myristinsäure.[4]

Wegen des enthaltenen Cortisons werden dem Öl haut- und haarpflegende Eigenschaften nachgesagt.